# Wyżni Kołowy Przechód
Wyżni Kołowy Przechód (słow. Vyšný Kolový priechod) – przełęcz w słowackiej części Tatr Wysokich, położona w grani głównej Tatr. Znajduje się nieco na północny wschód od Kołowego Przechodu i dalej od Kołowej Przełęczy, będącej największym obniżeniem grani pomiędzy Kołowym Szczytem na południowym zachodzie a Jagnięcym Szczytem na północnym wschodzie.
Grań pnąca się z Kołowej Przełęczy w kierunku wierzchołka Jagnięcego Szczytu to Grań Townsona. Znajdują się w niej kolejno:
- Kołowy Przechód (Kolový priechod),
- Wyżni Kołowy Przechód,
- Mały Jagnięcy Kopiniak (Malý jahňací zub),
- Niżni Jagnięcy Karb (Nižný jahňací zárez),
- Wielki Jagnięcy Kopiniak (Veľký jahňací zub),
- Wyżni Jagnięcy Karb (Vyšný jahňací zárez)[1].

Po zachodniej stronie przełęczy położone jest Bździochowe Korycisko (Kotlinka pod Kolovým sedlom) będące odgałęzieniem Doliny Kołowej (Kolová dolina), a po wschodniej – Dolina Jagnięca (Červená dolina), odnoga Doliny Zielonej Kieżmarskiej. Do Doliny Jagnięcej opada z Wyżniego Kołowego Przechodu żleb, w zimie pokryty śniegiem.
Przez Wyżni Kołowy Przechód wiedzie żółto znakowany szlak turystyczny ze schroniska nad Zielonym Stawem Kieżmarskim przez Dolinę Jagnięcą na Jagnięcy Szczyt. Ścieżka prowadzi z Doliny Jagnięcej na Kołowy Przechód i dalej na Wyżni Kołowy Przechód i Niżni Jagnięcy Karb, omijając wierzchołki w grani po stronie Bździochowego Koryciska. Dogodną drogą na Wyżni Kołowy Przechód, niedostępną dla turystów, jest też wejście bezpośrednio żlebem z Doliny Jagnięcej.

## Szlaki turystyczne
– żółty szlak turystyczny o umiarkowanej trudności (kilka miejsc eksponowanych – ubezpieczenia łańcuchami) ze schroniska nad Zielonym Stawem Kieżmarskim na Jagnięcy Szczyt. Czas przejścia: 2:15 h, ↓ 1:35 h